# Горы (Добрянский район)
Горы — деревня в Добрянском районе Пермского края. Входит в состав Добрянского городского поселения.

## География
Расположена вблизи берега Камского водохранилища, примерно в 14 км к юго-востоку от райцентра, города Добрянка. Через деревню проходит автомобильная дорога Пермь — Березники.

## Население
| 2010 |
| ---- |
| 15   |

## Улицы
- Горная ул.

## Топографические карты
- Лист карты O-40-53 Доьрянка. Масштаб: 1 : 100 000. Издание 1977 г.